# Bob Braun
Bob Braun (20 de abril de 1929 – 15 de enero de 2001) fue un presentador radiofónico y televisivo de nacionalidad estadounidense.

## Biografía
Nacido en Ludlow, Kentucky, fue sobre todo conocido por presentar entre 1967 y 1984 The Bob Braun Show. Braun empezó su carrera con trece años de edad en la WSAI Radio, presentando un programa deportivo en las mañanas de los sábados. Pasó a la WCPO-TV en 1949 y, en 1957, tras ganar el primer premio del programa televisivo de talentos Arthur Godfrey’s Talent Scouts, Braun fue inmediatamente contratado por la WLWT y la WLW-AM. 
Después de cantar y grabar unas cuantas producciones de pop para sellos como Fraternity y Torch, Braun firmó con Decca Records y lanzó su único éxito Top 40, «Till Death Do Us Part», en 1962. Braun más adelante grabó para United Artists, pero casi todas sus posteriores grabaciones se editaron en pequeñas compañías independientes o subsidiarias.
The Bob Braun Show fue el programa de entretenimiento e información de mayor audiencia de la zona del Medio Oeste. En un principio emitido en la WLWT, el show de 90 minutos pasó a ser de redifusión en la zona central del país, y en el mismo actuaron grupos musicales, cantantes y artistas invitados como Bob Hope (un frecuente invitado), Lucille Ball, Johnny Carson, Paul Lynde, Red Skelton, Phyllis Diller, Tom Dressen, y Dick Clark. También intervinieron políticos como Gerald Ford, Ronald Reagan, Jimmy Carter, George H. W. Bush, John Glenn, y Ted Kennedy.
The Bob Braun Show reemplazó al show televisivo local The 50-50 Club, cuya presentadora, Ruth Lyons, hubo de retirarse en 1967 por problemas de salud. Braun había actuado con regularidad en el programa desde 1957, siendo habitualmente un presentador complementario. En su propio show Braun promocionaba intensamente una organización caritativa de Lyons, "The Ruth Lyons Christmas Fund», en cada temporada navideña (esa fundación continúa activa actualmente con el nombre de «The Ruth Lyons Children's Fund»). Entre los miembros regulares de The Bob Braun Show se encontraba a Rob Reider, Mary Ellen Tanner, Nancy James, el barítono Mark Preston (miembro de The Lettermen), y el locutor y hombre del tiempo Bill Myers. Al final de su trayectoria, el programa de Braun pasó a titularse Braun and Company.
Mediada la década de 1970 Braun presentó durante un breve tiempo un concurso de carácter local titulado On The Money. Hasta 1984 Braun fue una de las más grandes estrellas televisivas de Cincinnati, mudándose ese año a California, donde pasó diez años haciendo anuncios comerciales, talk shows y pequeños papeles cinematográficos, entre ellos uno en el film de Bruce Willis Die Hard 2. En ese tiempo también pudo ser visto como portavoz de Craftmatic Adjustable Beds, y del promotor inmobiliario Tony Hoffman. 
En 1993 fue incluido en el Cincinnati Radio Hall of Fame, y en marzo de 1994 Braun dejó Hollywood para volver a la WSAI Radio como uno de los "The Sunrise Boys», trabajando como presentador matinal junto con su sobrino, «Bucks» Braun (un exitoso presentador de radio en la cercana Dayton (Ohio)) y el locutor Don Herman. En junio de 1997 la alcaldesa Roxanne Qualls y todo el Consejo Municipal le honraron con el «Día de Bob Braun en Cincinnati».
Braun se retiró el 24 de noviembre de 1999, tras ser diagnosticado de enfermedad de Parkinson. En la WSAI fue reemplazado por Nick Clooney.
Bob Braun falleció a causa de una enfermedad de Parkinson y un cáncer en 2001 en Cincinnati, Ohio. Fue enterrado en el Cementerio Spring Grove de Cincinnati. Le sobrevivieron su esposa, Wray Jean, y tres hijos: Rob, Doug, y Melissa. Rob trabaja en la WKRC-TV como presentador de noticias.